# Tahiti First Division
La Tahiti First Division  è la massima competizione calcistica della Federazione calcistica di Tahiti, nella Polinesia francese.

## Albo d'oro
- 1948:  Fei Pi
- 1949:  Fei Pi
- 1950:  Fei Pi
- 1951:  Fei Pi
- 1952:  Excelsior
- 1953:  Vénus
- 1954:  Jeunes T.
- 1955:  Central Sport
- 1956:  Excelsior
- 1957:  Excelsior
- 1958:  Central Sport
- 1959:  Excelsior
- 1960:  Excelsior
- 1961:  Jeunes T.
- 1962:  Central Sport
- 1963:  Central Sport
- 1964:  Central Sport

- 1965:  Central Sport
- 1966:  Central Sport
- 1967:  Central Sport
- 1968:  Fei Pi
- 1969:  Tamarii
- 1970:  Fei Pi
- 1971:  Fei Pi
- 1972:  Central Sport
- 1973:  Central Sport
- 1974:  Central Sport
- 1975:  Central Sport
- 1976:  Central Sport
- 1977:  Central Sport
- 1978:  Central Sport
- 1979:  Central Sport
- 1980:  Arue
- 1981:  Central Sport

- 1982:  Central Sport
- 1983:  Central Sport
- 1984:  PTT
- 1985:  Central Sport
- 1986:  Excelsior
- 1987:  Jeunes T.
- 1988:  Excelsior
- 1989:  Pirae
- 1990:  Vénus
- 1991:  Pirae
- 1992:  Vénus
- 1993:  Pirae
- 1994:  Pirae
- 1995:  Vénus
- 1996:  Manu-Ura
- 1997:  Vénus
- 1998:  Vénus

- 1999:  Vénus
- 2000:  Vénus
- 2001:  Pirae
- 2002:  Vénus
- 2003:  Pirae
- 2004:  Manu-Ura
- 2005:  Tefana
- 2006:  Pirae
- 2007:  Manu-Ura
- 2008:  Manu-Ura
- 2009:  Manu-Ura
- 2010:  Tefana
- 2011:  Tefana
- 2012:  Dragon
- 2013:  Dragon
- 2013-2014:  Pirae
- 2014-2015:  Tefana

- 2015-2016:  Tefana
- 2016-2017:  Dragon
- 2017-2018:  Central Sport
- 2018-2019:  Vénus
- 2019-2020:  Pirae
- 2020-2021:  Pirae
- 2021-2022:  Pirae
- 2022-2023:  Tefana
- 2023-2024:  Pirae
- 2024-2025:  Vénus

### Titoli per Squadra
| Club          | Città   | Titoli | Stagioni |
| ------------- | ------- | ------ | --- |
| Central Sport | Papeete | 21     | 1955, 1958, 1962, 1963, 1964, 1965, 1966, 1967, 1972, 1973, 1974, 1975, 1976, 1977, 1978, 1979, 1981, 1982, 1983, 1985, 2018 |
| Pirae         | Pirae   | 12     | 1989, 1991, 1993, 1994, 2001, 2003, 2006, 2014, 2020, 2021, 2022, 2024                                                       |
| Vénus         | Mahina  | 11     | 1953, 1990, 1992, 1995, 1997, 1998, 1999, 2000, 2002, 2019, 2025                                                             |
| Excelsior     | Papeete | 7      | 1952, 1956, 1957, 1959, 1960, 1986, 1988                                                                                     |
| Fei Pi        | Papeete | 7      | 1948, 1949, 1950, 1951, 1968, 1970, 1971                                                                                     |
| Tefana        | Faa'a   | 6      | 2005, 2010, 2011, 2015, 2016, 2023                                                                                           |
| Manu-Ura      | Paea    | 5      | 1996, 2004, 2007, 2008, 2009                                                                                                 |
| Jeunes T.     | Papeete | 3      | 1954, 1961, 1987 |
| Dragon        | Papeete | 3      | 2012, 2013, 2017 |
| Arue          | Arue    | 1      | 1980 |
| PTT           | Papeete | 1      | 1984 |
| Tamarii       | Papeete | 1      | 1969 |

## Marcatori
| Paese             | Maggiori marcatori | Reti |
| ----------------- | ------------------ | ---- |
| Tahiti (bandiera) | Teaonui Tehau      | 330  |